# Koerich
Koerich (lb. Käerch) − miejscowość i gmina w południowo-zachodnim Luksemburgu, w kantonie Capellen. Do 3 października 2015 gmina leżała w dystrykcie Luksemburg. 

## Podział administracyjny
Do gminy należy osiem miejscowości, w tym cztery (Uertschaft) oraz cztery lieu-dit:
1. Fockemillen, lieu-dit
2. Fulsberg (Fulsbierg), lieu-dit
3. Goeblange (Giewel / Göblingen)
4. Goetzingen (Gëtzen / Götzingen)
5. Juegdhaus (Jagdhaus), lieu-dit
6. Koerich (Käerch)
7. Neimillen (Neumühle), lieu-dit
8. Windhof (Wandhaff)